# Dytiscus
Dytiscus Linnaeus, 1758 è un genere di  coleotteri della famiglia Dytiscidae.
Il ditisco modenese, un raro insetto che si credeva estinto, è stato nuovamente avvistato in provincia di Modena.
Tra le sue caratteristiche c'è quella di cibarsi di zanzare. 

## Tassonomia
Il genere Dytiscus comprende le seguenti specie:
- Dytiscus alaskanus J.Balfour-Browne, 1944
- Dytiscus avunculus C.Heyden, 1862
- Dytiscus carolinus Aubé, 1838
- Dytiscus circumcinctus (Ahrens, 1811)
- Dytiscus circumflexus Fabricius, 1801
- Dytiscus cordieri Aubé, 1838
- Dytiscus dauricus Gebler, 1832
- Dytiscus delictus (Zaitzev, 1906)
- Dytiscus dimidiatus Bergsträsser, 1778
- Dytiscus distantus Feng, 1936
- Dytiscus fasciventris Say, 1824
- Dytiscus habilis Say, 1830
- Dytiscus harrisii Kirby, 1837
- Dytiscus hatchi Wallis, 1950
- Dytiscus hybridus Aubé, 1838
- Dytiscus krausei H.J.Kolbe, 1931
- Dytiscus lapponicus Gyllenhal, 1808
- Dytiscus latahensis Wickham, 1931
- Dytiscus latissimus Linnaeus, 1758
- Dytiscus latro Sharp, 1882
- Dytiscus lavateri Heer, 1847
- Dytiscus marginalis Linnaeus, 1758
- Dytiscus marginicollis LeConte, 1845
- Dytiscus miocenicus Lewis & Gundersen, 1987
- Dytiscus mutinensis Branden, 1885
- Dytiscus persicus Wehncke, 1876
- Dytiscus pisanus Laporte, 1835
- Dytiscus semisulcatus (O.F.Müller, 1776)
- Dytiscus sharpi Wehncke, 1875
- Dytiscus sinensis Feng, 1935
- Dytiscus thianschanicus (Gschwendtner, 1923)
- Dytiscus verticalis Say, 1823
- Dytiscus zersii Sordelli, 1882